# Tomboy (logiciel)
Pour les articles homonymes, voir Tomboy.
Tomboy est un logiciel libre de prise de notes.
Il est disponible sous GNU/Linux, Microsoft Windows, ainsi que sous les systèmes UNIX (Mac OS X compris). Tomboy fait partie de l'environnement de bureau GNOME